# Morden (Manitoba)

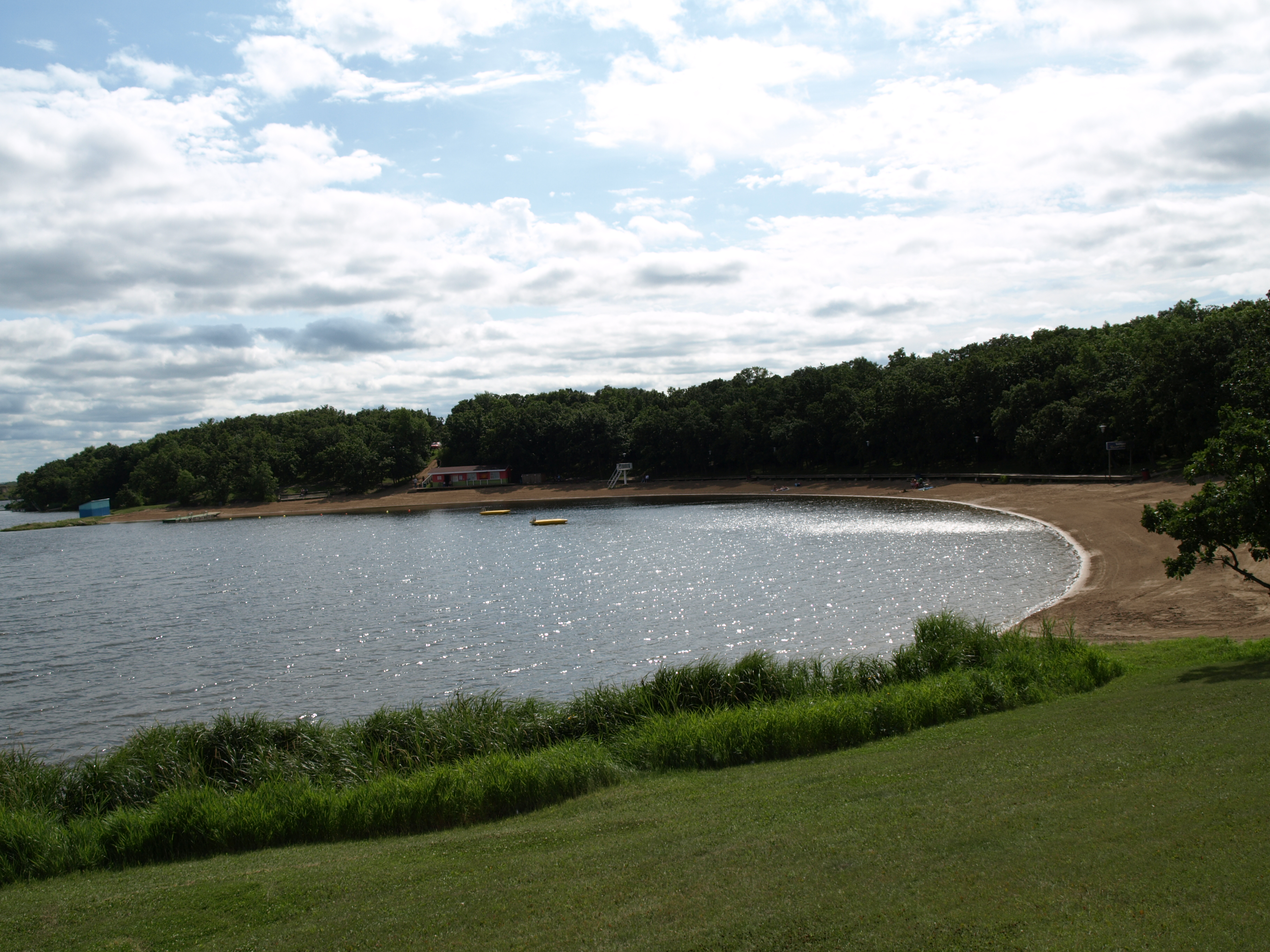
Der Strand von Colert Beach am Minnewastasee, südwestlich der Stadt Morden.

Morden ist ein Ort in der kanadischen Provinz Manitoba, ca. 80 km südwestlich der Provinz-Hauptstadt Winnipeg.
Morden liegt nur 25 km nördlich der Grenze zum US-Bundesstaat North Dakota in der stark landwirtschaftlich genutzten Prärielandschaft des Pembina-Tals in der auch als Aspen Parkland bezeichneten Ökoregion. Mit dem 10 km westlich gelegenen Winkler werden viele kommunale Dienstleistungen gemeinsam organisiert.

## Geschichte
Der Ort entstand als Haltepunkt der Canadian Pacific Railway, deren Dampfloks an der Querung des Dead Horse Creek (frz.: Mort Cheval) Wasser aufnahmen. Am 1. Januar 1882 wurde dann die Gemeinde Morden in der damals 12 Jahre jungen und noch wesentlich kleineren Provinz Manitoba etabliert. Der Name geht auf Alvey Morden zurück, der sich 1874 aus Ontario kommend als einer der ersten Siedler auf dem heutigen Stadtgebiet niederließ.
Ab 1903 hatte die Gemeinde den Status einer Kleinstadt (englisch Town) und seit 2012 den einer Stadt (englisch City).

## Politik
Bürgermeister ist seit Oktober 2018 Brandon Burley.

## Sehenswürdigkeiten und Veranstaltungen
Eine wichtige Einrichtung ist das Canadian Fossil Discovery Centre mit der in Kanada größten Sammlung von Meeresreptil-Fossilien. Im Jahr 1974 wurde nördlich von Thornhill ein Skelett entdeckt, dessen Bergung zwei Grabungsperioden andauerte. Zirka 65 bis 70 % der Knochen sind erhalten geblieben. Bruce gilt als der weltgrößte Fund seiner Art.
Ebenso von überregionaler Bedeutung ist das Morden Corn & Apple Festival. Es entstand 1967 als kleines Dorffest und entwickelte sich zu einem der größten Straßenfestivals in Manitoba mit zirka 70.000 Besuchern an drei Tagen.

## Verkehr
Zirka 4 Kilometer nordöstlich befindet sich der Flughafen Morden Airport (CJA3).

## Persönlichkeiten
- Keith Hamel (* 1956), Komponist und Musikpädagoge
- Loreena McKennitt (* 1957), Musikerin und Komponistin
- Candice Bergen (* 1964), Politikerin
- Chay Genoway (* 1986), Eishockeyspieler